# Chopper (motocicletta)

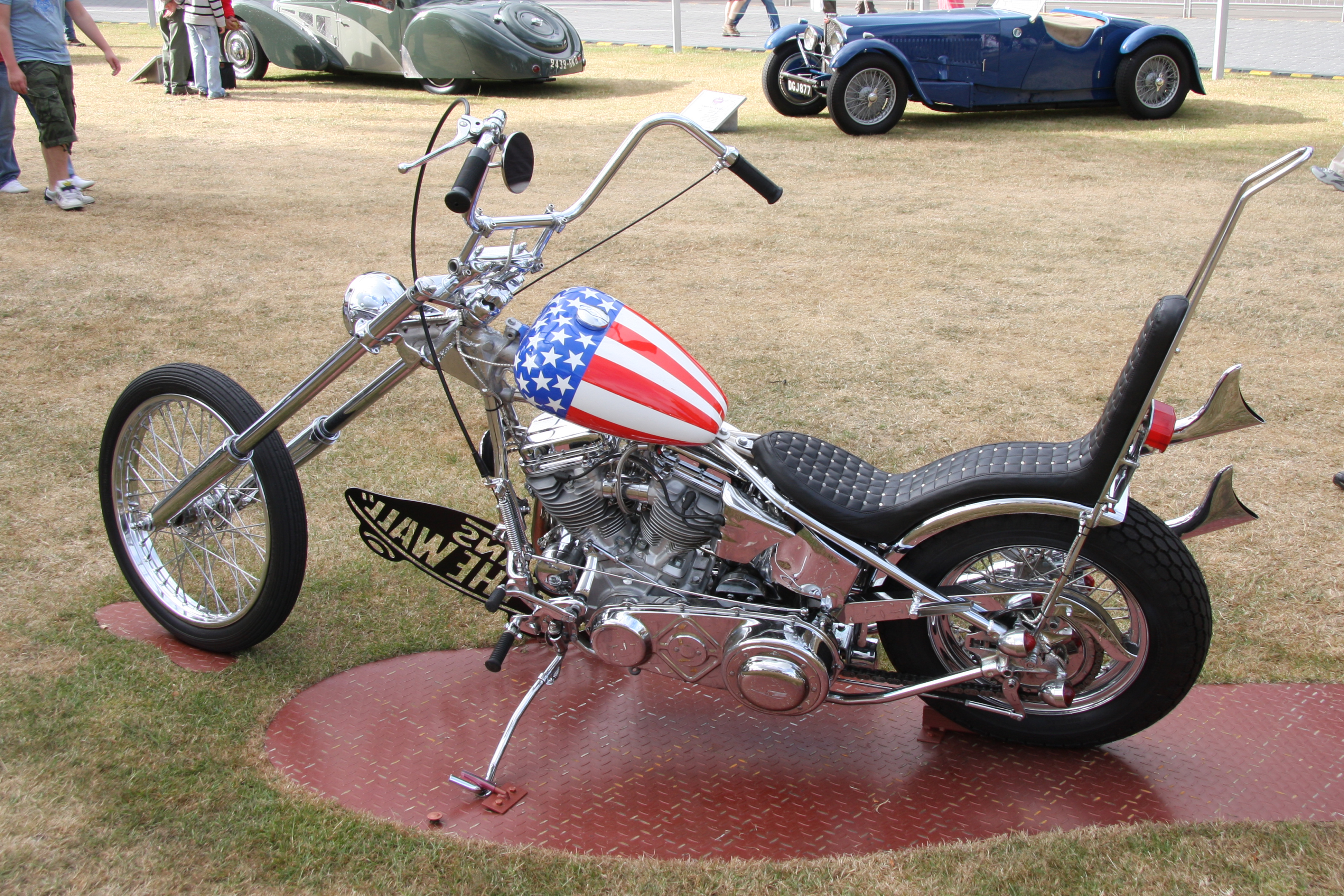
Il chopper soprannominato "Capitan America", una delle due moto protagoniste del film Easy Rider.

Il chopper è una motocicletta fortemente elaborata, in quanto sottoposta ad un radicale processo di personalizzazione.

## Storia
Le prime moto chopper nascono negli Stati Uniti d'America, in seguito questo tipo di elaborazione arriva nel "vecchio continente", alla fine degli anni sessanta, grazie a film che riprendono la cultura statunitense di quegli anni, tra cui il noto Easy Rider.
In California e in Florida durante gli anni cinquanta e gli anni sessanta alcuni appassionati di moto cominciarono a tagliare il cannotto di sterzo, in inglese chop da cui il nome, e risaldarlo con un'inclinazione maggiore. In più eliminavano dalle proprie moto tutte quelle parti che sembravano troppo grandi, pesanti, brutte o non assolutamente necessarie al funzionamento del mezzo e che lo potevano assimilare ai modelli di serie.
In Italia registrarono scarsa fortuna commerciale, nonostante le interessanti proposte di alcune case motociclistiche come la Fantic Motor e la Milani che, nella prima metà degli anni settanta, avevano messo in produzione dei modelli di serie, in cilindrate di 50 e 125 cm³, soprattutto pensati per la clientela più giovane.
I chopper hanno conosciuto una nuova diffusione verso la fine degli anni novanta quando alcune officine iniziarono a costruire costose motociclette in stile chopper oltre a produrre una grande quantità di merchandising.

## Caratteristiche

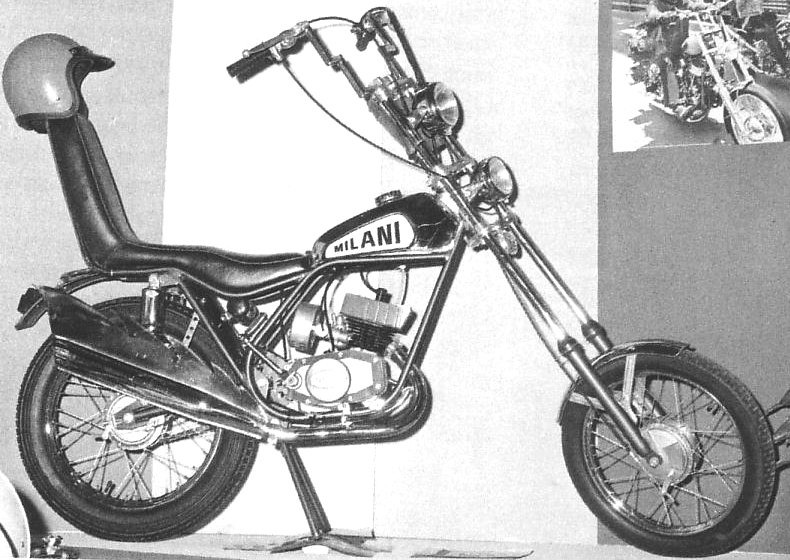
Il Milani Chopper 50 esposto al Salone di Milano nel 1971.

Caratteristica distintiva del genere "chopper" è la lunga forcella anteriore, notevolmente inclinata.
Spesso elementi quali i parafanghi e le luci di posizione venivano rimossi, ed in alcuni casi anche il freno anteriore.
Anche la sella di serie veniva eliminata per permettere di sedersi il più in basso possibile sul telaio della moto.
In molti casi questi telai erano dei telai rigidi, cioè senza sospensione posteriore la quale venne introdotta sulle Harley-Davidson solo a partire dal 1958.
Le pedane di serie venivano sostituite da altre in posizione molto avanzata.
La ruota anteriore, il faro e il serbatoio di serie venivano sostituiti con equivalenti più piccoli.
Molto comune era anche l'aggiunta di parti cromate ottenute sia dalla cromatura dei pezzi di serie che montando parti speciali.
A seconda delle inclinazioni del proprietario potevano venire montati sulla moto delle forcelle lunghe e dentate oltre a marmitte aggiuntive.
La legislazione esigeva e in alcune zone ancora esige, che ci fosse la possibilità di trasportare un passeggero e che quindi venisse previsto un alloggiamento per ospitarlo. Cominciarono quindi a venir montate delle alte spalliere verticali, chiamate sissy bars, che spesso risultavano più alte della testa del guidatore.
Inoltre venne limitata l'altezza dei manubri, spesso ricurvi, che non poteva superare quella della testa del guidatore.
Il processo di eliminazione delle parti e di abbassamento del baricentro faceva sì che la moto guadagnasse qualcosa in termini di maneggevolezza e di prestazioni, ma non era questo lo scopo ricercato da coloro che creavano un chopper.
Lo scopo principale era di mostrare e di provocare esibendo una moto essenziale e nuda in confronto alle Harley-Davidson di serie da cui esse derivano e alle sovradimensionate, negli USA,  autovetture di quel periodo.

## Distinzione dai custom
In ogni caso va fatta però una distinzione tra i veri chopper, che sono moto per così dire smontate e le moto personalizzate, spesso costruite appositamente per un cliente, dette anche custom-cruiser.

## Nella cultura popolare
- Il programma televisivo statunitense Chopper Challenge è una competizione motoristica basato sull'assemblaggio di un chopper da parte di nove squadre avversarie.[8]